# Acacia awestoniana
Acacia awestoniana — вид квіткових рослин з родини бобових. Ареал: Австралія (Західна Австралія). Це багаторічний, розлогий кущ заввишки 3 метри й 4 метри ушир. Рослина зустрічається на нижніх схилах, на рівнинах і вздовж водотоків і росте на суглинних або супіщано-глинистих ґрунтах.

## Морфологічний опис
Це багаторічний, розлогий кущ заввишки 2.4–3 метри й 4 метри ушир. Квітне з вересня по листопад і дає жовті квіти. Філодії від похило-широкої еліптичної до еліптичної форми мають довжину від 1.5 до 3 сантиметрів і ширину від 11 до 22 міліметрів. Прості суцвіття мають кулясті квіткові головки 5–6 мм у діаметрі, які містять від 54 до 60 золотистих квіток. Насіннєві коробочки, які утворюються пізніше, прямі або вузькопродовгуваті, 2.2 см × 3–5 мм, і містять блискучі коричневі довгасто-еліптичні насінини.